# Ricardo López (pugile)
Ricardo López Nava, detto "El Finito" (Il Raffinato) (Cuernavaca, 25 luglio 1966), è un ex pugile messicano.
Nel 1994, quando era ancora in attività, Ring Magazine lo nominò il miglior pesi paglia della storia. 
La International Boxing Hall of Fame, nel 2007, lo ha riconosciuto fra i più grandi pugili di ogni tempo. 
È stato campione del mondo dei pesi paglia, versione WBC, dal 1990, al 1997, nel 1997 ha conquistato anche la corona WBO e, nel 1998, dopo averla lasciata vacante, ha conquistato quella WBA. Nello stesso anno, per un breve periodo, è stato sia campione WBC che WBA, quindi, ha lasciato vacante il primo titolo e difeso solo il secondo. Nel 1999 è salito alla categoria dei minimosca conquistando subito il titolo di campione del mondo, versione IBF, difeso vittoriosamente sino al 2001, anno del ritiro. Ricardo Lopez è tra i pochi pugili ad aver terminato la carriera da imbattuto e da campione del mondo in carica.

## La carriera

### Gli inizi ed i pesi paglia
Ricardo Lopez debuttò come pugile professionista nel 1985, all'età di diciannove anni, nella categoria dei pesi minimosca, contro il connazionale Rogelio Hernandez, anch'egli al debutto, sconfiggendolo con un KO alla terza ripresa. Tra il 1987 ed il 1989, prima la WBC, quindi la WBA e la WBO, istituirono la categoria dei pesi paglia (47,63 kg). Lopez, in questo periodo, disputò incontri sia tra la categoria neonata che tra i minimosca, fin quando, nel 1989, dopo aver vinto ventitré incontri, di cui ben diciassette prima del limite, su altrettanti match disputati, ebbe l'opportunità di combattere per l'appena istituito titolo Continentale delle Americhe WBC dei pesi paglia, contro il connazionale Rey Hernandez, detto Conejito. Lopez ebbe la meglio sull'avversario con un KO proprio all'ultima ripresa, quindi, dopo una difesa vittoriosa del titolo appena conquistato, contro Jorge Rivera, detto Estudiante (KO all'ottava ripresa) ed un match vinto ai punti contro Francisco Montiel, detto Cochulito, El Finito, ebbe l'opportunità di sfidare il campione del mondo dei pesi paglia, versione WBC, il giapponese Hideyuki Ohashi. Era il 1990 e per Ricardo Lopez, allora ventiquattrenne, si trattava del secondo incontro disputato fuori dai confini nazionali, il match si tenne, infatti, in Giappone. Il campione in carica non poté fare nulla contro lo strapotere del latinoamericano, che lo atterrò una volta alla quarta ripresa e ben due volte alla quinta, inducendo l'arbitro ad interrompere l'incontro.
Lopez difese il titolo per la prima volta nel 1991, sempre in Giappone, contro Kimio Hirano, già campione nipponico dei minimosca. L'incontro si risolse con una netta vittoria per KOT all'ottava ripresa del campione.
Il match successivo vide Lopez misurarsi con il coreano Kyung-Yung Lee che, nel 1989, era stato il primo campione della storia dei pesi paglia, versione IBF. Anche in questo caso, il messicano risultò vittorioso nettamente, ma ai punti.
La terza difesa del titolo fu contro il filippino Pretty Boy Lucas che, nel 1989, aveva pareggiato l'incontro valevole per la corona IBF dei paglia, contro il campione in carica Fahlan Sakkreerin. Ancora una volta, El Finito, prevalse nettamente ai punti.
Contro il thailandese Singprasert Kittikasem, già campione nazionale di categoria, Lopez disputò la quarta difesa del suo titolo, regolando l'asiatico con un KO alla quinta ripresa.
Per la quinta difesa del titolo, Lopez incrociò i guantoni con il campione nazionale giapponese Rocky Lin, forte di quattordici vittorie su altrettanti incontri. Tuttavia, il nipponico venne annichilito con un KO alla seconda ripresa.
Nel 1993, dopo tre facili difese con pugili di secondo livello, il pugile messicano incontrò il filippino Manny Melchor, che, l'anno prima, aveva conquistato il titolo di campione del mondo dei pesi paglia IBF, proprio contro Fahlan Sakkreerin. Titolo, peraltro, perso alla prima difesa contro il connazionale Ratanapol Sor Vorapin. Anche Melchor venne sconfitto, con un KO alla undicesima ripresa.
Nel 1994 El Finito affrontò Kermin Guardia, campione nazionale colombiano, con l'ividiabile record di 21 vittorie su altrettanti incontri, di cui 15 per KO. Lopez vinse nettamente ai punti.
Successivamente, incontrò il campione nazionale tailandese Surachai Saengmorakot, anch'egli pugile imbattuto, avendo vinto tutti i dieci incontri disputati sino ad allora. Lopez vinse per KOT alla prima ripresa.
Il connazionale Javier Varguez, già campione nazionale messicano e campione Continentale delle Americhe in carica, versione WBC, fu lo sfidante successivo. Lopez lo regolò con un KOT alla ottava ripresa.
L'ultimo incontro del 1994, vide El Finito misurarsi con Yamil Caraballo , già campione nazionale colombiano nei pesi paglia e nei minimosca, campione Fedelatin versione WBA nei paglia e FECARBOX nei minimosca. L'incontro terminò con un KOT alla prima ripresa a favore del campione messicano.
Dopo due difese con pugili di secondo livello, nel 1996, Lopez incontrò un altro ex campione nazionale tailandese, Kitichai Preecha, superandolo con un KO alla terza ripresa.
Ad un'altra facile difesa, seguì il match con il sudcoreano Myung-Sup Park, già campione nazionale, sconfitto con un KOT alla prima ripresa.
Il 1997 si aprì con la sfida all'ennesimo ex campione tailandese, Mongkol Charoen, vinto nettamente ai punti.
Dello stesso anno, è l'incontro per l'unificazione del titolo WBO contro il campione portoricano Alex Sanchez, detto El Nene. Lopez unificò i titoli con un KOT alla quinta ripresa. Tuttavia, il messicano rinunciò alla corona, appena conquistata, per sfidare, nel 1998, il campione del mondo WBA, il nicaraguense Rosendo Alvarez, detto El Bufalo, forte di 24 vittorie su altrettanti incontri, di cui ben 17 prima del limite. Per la prima volta in carriera, Lopez venne messo KO, nel corso della seconda ripresa. L'incontro terminò, poi, all'ottavo round, in seguito ad una ferita subita da Lopez per una testata involontaria, con la lettura dei cartellini, che, nonostante l'atterramento del campione, decretarono un pareggio, avendo il giudice Samuel Conde Lopez assegnato la vittoria a Lopez per 68 a 63, il giudice Tom Kaczmarek, al contrario, avendo visto la vittoria di Alvarez per 64 a 67, e, in ultimo, avendo il giudice Dalby Shirley, ritenuto il match pari, con un punteggio di 66 a testa.
La rivincita si ebbe lo stesso anno, nel frattempo Lopez aveva rinunciato al titolo WBC, dunque, l'incontro fu valido solo per la corona WBA e solo per Lopez, poiché Alvarez non rispettò il limite di categoria. Questa volta il match si risolse con la vittoria del Finito per split decision, avendo i giudici Larry O'Connell e Jerry Roth assegnato la vittoria al messicano, rispettivamente per 116 a 114 e 116 a 112, ed il giudice Silvestre Abainza ad Alvarez per 113 a 115.

### Pesi minimosca
Nel 1999, Ricardo Lopez passò alla categoria dei minimosca, sfidando subito il campione del mondo IBF Will Grigsby, pugile statunitense detto Steel Will. Lopez conquistò il titolo con una vittoria unanime ai punti.
L'anno successivo difese il titolo contro il tailandese Ratanapol Sor Vorapin, che era stato campione del mondo dei pesi paglia, versione IBF, dal 1992 al 1997. I due, che non si erano mai incontrati per l'unificazione dei titoli, nella categoria di origine, si incontrarono in quella superiore. Il match si risolse con un KOT alla terza ripresa, a favore del messicano. Infine, nel 2001, Lopez disputò il suo ultimo match, contro il sudafricano Zolani Petelo, che nel 1997 aveva strappato il mondiale IBF dei paglia proprio a Ratanapol Sor Vorapin con un KO tecnico alla quarta ripresa e lo aveva difeso sino al 2000, prima di passare tra i minimosca. Il sudafricano venne regolato con un KO all'ottavo round.
In ultima analisi, Ricardo El Finito Lopez è da annoverarsi tra i più forti pugili di ogni tempo, avendo conquistato tutte le corone delle quattro federazioni principali: WBC, WBA, WBO ed IBF; essendo stato campione in due diverse categorie di peso: paglia e minimosca; avendo terminato la carriera da imbattuto e da campione del mondo in carica, sconfiggendo ben quattro campioni del mondo, Hideyuki Ohashi, Alex Sanchez, Rosendo Alvarez, Will Grigsby, e quattro ex campioni del mondo: Kyung-Yung Lee, Manny Melchor,  Ratanapol Sor Vorapin e Zolani Petelo.